# Niebüll

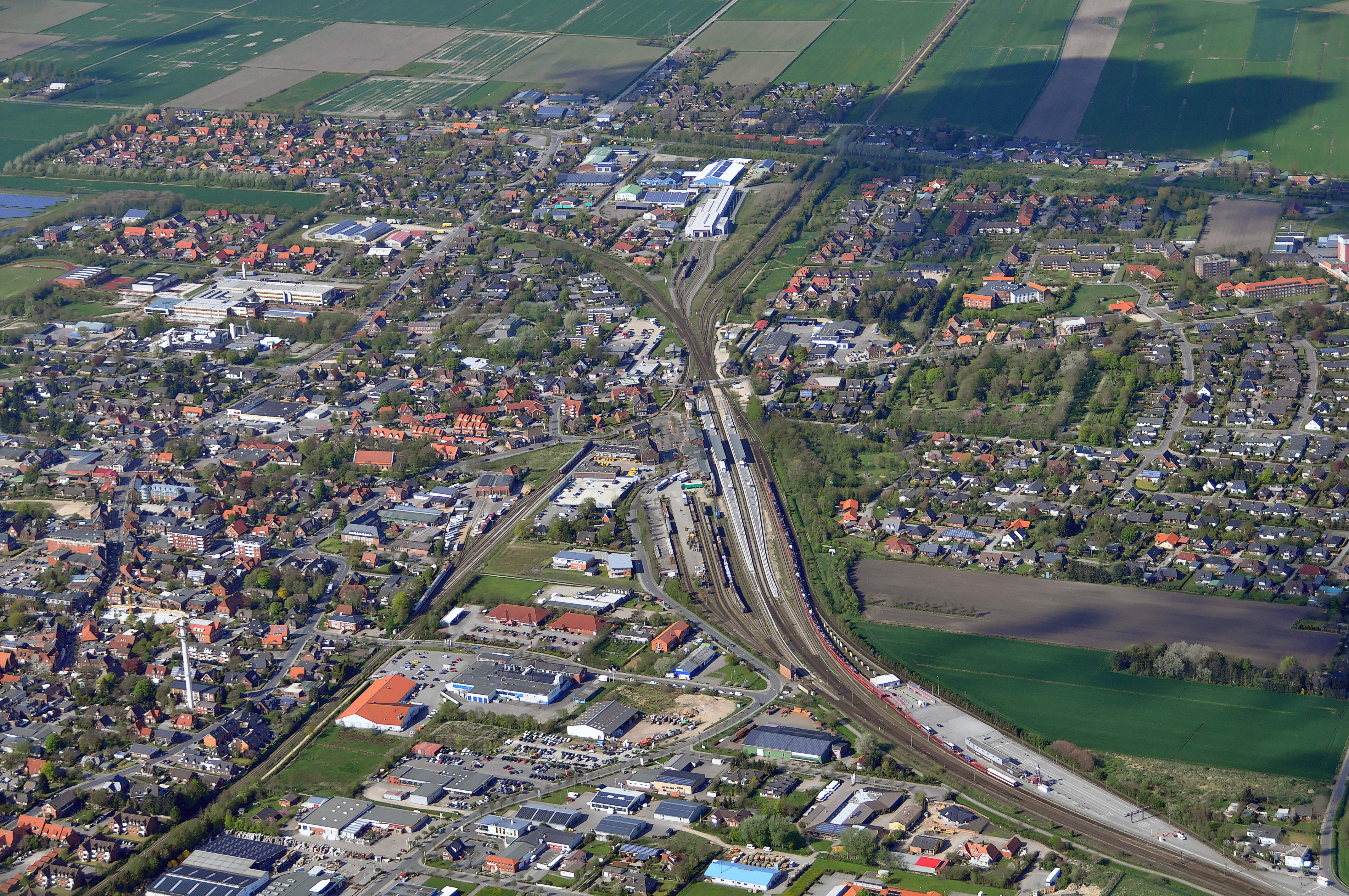
Luftbild (Mai 2012)

Niebüll (dänisch Nibøl, nordfriesisch Naibel) ist eine Kleinstadt und Luftkurort im Kreis Nordfriesland in Schleswig-Holstein. Seit 2008 ist Niebüll Sitz des Amtes Südtondern. Besondere Bekanntheit erlangt die Stadt in der Funktion als Ausgangsort des Autozugverkehrs Niebüll–Westerland auf dem nordfriesischen Festland.

## Geographie

### Geographische Lage
Das Gemeindegebiet der Stadt Niebüll erstreckt sich im Norden des Naturraums Nordfriesische Marsch. Südöstlich fließen die Wasser der Lecker Au vom Geestrand beim betitelnden Ort Richtung Südwesten vorbei ins Nordfriesische Wattenmeer der Nordsee.

### Stadtgliederung
Ortsteile bzw. Siedlungen von Niebüll sind Deezbüll (dänisch Dedsbøl, nordfriesisch Deesbel), Deezbüll-Burg, Langstoft (nordfriesisch Lungstuft), Uhlebüll (dänisch Ullebøl, nordfriesisch Ülbel), Gath (dänisch Gade, nordfriesisch Gåås) und Tegelwang (dänisch Teglvang).

### Nachbargemeinden
Direkt angrenzende Gemeindegebiete von Niebüll sind:
| Neukirchen          | Uphusum, Holm, Bosbüll                      | Klixbüll                      |
| Emmelsbüll-Horsbüll | Kompassrose, die auf Nachbargemeinden zeigt | Risum-Lindholm (OT Klockries) |
| Galmsbüll           | Risum-Lindholm (OT Maasbüll)                | Risum-Lindholm                |

### Geologie
Das Gemeindegebiet befindet sich im Nordteil der auf einem historischen Geestkern auflagernden ehemaligen Sanderinsel Risummoor. Diese wurde im Jahr 1580 als Risummooringer Kornkoog eingedeicht und erhebt sich um etwa zwei Meter über die ringsum liegende Alte Marsch im Großen und Kleinen Kohldammer Koog entlang der südöstlich vorbeifließenden Lecker Au (Eindeichungsdaten: 1466 und 1554). Der Geestrand führt in einer Distanz von etwa fünf Kilometern Entfernung im Nordosten vorbei, die Nordseeküste befindet sich in zwölf Kilometern Entfernung in westlicher Richtung (Dagebüll). Am Westrand des Siedlungsgebietes befindet sich eine Wehle, die um 1600 n. Chr. nach einem Deichbruch im südlichen Gotteskoogdeich entstand; sie wird heute als Naturbad genutzt.

## Geschichte
Im 14. Jahrhundert gab es im heutigen Stadtgebiet zwei Kirchspiele: Deezbüll, dessen aus dieser Zeit stammende Apostelkirche noch existiert, und Langsumtoft. Beide Orte gehören zur Bökingharde. Langsumtoft wurde in der Zweiten Marcellusflut 1362 so schwer beschädigt, dass der Ort kurz nach 1400 aufgegeben wurde. Die Bewohner siedelten sich rund um die heutige Christuskirche an. Im 1436 vom Schleswiger Bischof angeordneten liber censualis episcopi Slewicensis wurde Nigebul (Niebüll; deutsch etwa „Neue Siedlung“) neben Dedesbul (Deezbüll) erstmals aufgeführt.
Die Burchardiflut 1634 forderte 50 Menschenleben.
Im Dreißigjährigen Krieg verschanzten sich kaiserliche Truppen bei Deezbülleck, wo sie 1629 von Dänen vertrieben wurden. 1643 besetzten die Schweden das Land. Schlimmer als der Dreißigjährige Krieg trafen die Bevölkerung der Dänisch-Schwedische Krieg 1658–1660 und die Kriegshandlungen 1713 während des Großen Nordischen Kriegs.
Obwohl es der Bevölkerung nach Kriegen und Missernten wirtschaftlich sehr schlecht ging, wurde 1729 die heutige Niebüller Christuskirche gebaut. 30 Jahre später wohnten in Niebüll 1551 Menschen in 386 Häusern.
Bis zum Deutsch-Dänischen Krieg 1864 gehörte der Ort und Kirchspiel zur Bökingharde im Amt Tondern (Tønder Amt) innerhalb des Herzogtums Schleswig, das ein dänisches Lehen war. 1867 wurde Niebüll Teil der neu geschaffenen preußischen Provinz Schleswig-Holstein.
Im Jahre 1885 wurde der Niebüller Creditverein gegründet.
Bis zum Beginn des 20. Jahrhunderts hatte der Ort eher dörflichen Charakter, entwickelte sich dann jedoch zu einem Zentralort, insbesondere als Verkehrsknotenpunkt zu den nordfriesischen Inseln und Halligen. Die Eröffnung der Marschbahn im Jahre 1887, die eine Verbindung von Hamburg zur Nordseeküste herstellte, ging einher mit einer verstärkten Ansiedlung von Kaufleuten. 1895 erhielt Niebüll und nicht der etwas südlich gelegene Bahnknoten Lindholm eine Zweigstrecke nach Dagebüll. Der Hindenburgdamm, der seit 1927 die Insel Sylt mit dem Festland per Eisenbahn verbindet, förderte die Entwicklung des städtischen Charakters.
Mit der Abtretung des nördlichen Teils des Kreises Tondern im Jahre 1920 an Dänemark wurde Niebüll zum Kreishauptort des neuen Kreises Südtondern. 1950 wurde der Nachbarort Deezbüll eingemeindet. Zum 1. April 1960 erhielt Niebüll die Stadtrechte. 1970 vereinigten sich Kreis Südtondern und die Kreise Eiderstedt und Husum zum neuen Kreis Nordfriesland mit der Kreisstadt Husum, und Niebüll verlor den Status einer Kreisstadt.
Ab dem 1. Oktober 2005 bildete die Stadt Niebüll eine Verwaltungsgemeinschaft mit dem Amt Wiedingharde, für das sie die Verwaltungsgeschäfte führte. Zum 1. Januar 2008 gab Niebüll die Amtsfreiheit auf und bildete mit der Gemeinde Leck und den Gemeinden der Ämter Bökingharde, Karrharde, Süderlügum und Wiedingharde das Amt Südtondern mit dem Verwaltungssitz Niebüll.

## Ortsnamen
Niebüll, dänisch Nibøl, liegt am Rande des historischen dänischen und friesischen Siedlungsgebietes und bedeutet „neue Siedlung“ (dänisch -bøl (nordfr. -bel, dt. -büll, vgl. altnordisch nȳbœli für eine neu aufgeführte Siedlungsstelle oder Hof)). Deezbüll (Dedsbøl) referiert auf einen Rufnamen und bedeutet etwa Siedlung des Dedi.

## Politik

### Stadtvertretung
Die im Rahmen der Kommunalwahlen in Schleswig-Holstein 2023 abgehaltene Gemeindewahl am 14. Mai 2023 ergab folgendes Ergebnis:
- CDU: 9
- Grüne: 5
- SPD: 5
- SSW: 6
- WIN: 3

Die Wahlbeteiligung betrug 44,8 Prozent.

### Wappen
Das Wappen und die Flagge wurden am 10. August 1961 genehmigt.
Blasonierung: „Von Gold und Blau geviert, überdeckt mit einem durchgehenden, von Gold und Rot ebenfalls gevierten Ankerkreuz. 1 ein goldenes, einmastiges Schiff mit Segel, 2 und 3 je zwei blaue Balken, 4 ein goldenes Pflugeisen.“
Das komplizierte, aber reizvolle Wappen stellt die Stadt Niebüll in mehrfacher Beziehung vor: Das Ankerkreuz verweist auf die sowohl durch die christliche Kultur als auch durch die Seefahrt bestimmte Geschichte des Ortes. Die Quadrierung des Wappenschildes und des Kreuzes bezieht sich auf die traditionelle Vierteilung größerer Gemeinden, die hier in der Zusammensetzung der Stadt aus den Ortsteilen Niebüll und Deezbüll und deren Gliederung in jeweils einen Norder- und einen Süderteil konkret gegeben ist. Deezbüll ist seit 1950 in Niebüll eingemeindet. Die Streifung im zweiten und dritten Feld deutet die mittelalterliche Flureinteilung als Grundlage der bäuerlichen Wirtschaft an. Pflugschar und Segelschiff sind dem alten Bildsiegel der Bökingharde, zu der auch die Ortschaften Niebüll und Deezbüll gehörten, entnommen. Niebüll war Zentralort dieses alten Verwaltungs- und Gerichtsbezirks. Die Pflugschar vertritt außerdem den großen Teil der Bevölkerung in Vergangenheit und Gegenwart, der der landwirtschaftlichen Berufsgruppe angehört. Das Schiff ist nicht nur Zeichen für Handel und seefahrendes Gewerbe, sondern erinnert auch an die Zeit, in der Niebüll unmittelbar an der Nordsee lag und insbesondere die Bevölkerung der früheren Gemeinde Deezbüll ihre Erwerbsquelle in der Schifffahrt hatte.
Das Wappen wurde von dem Brunsbütteler Heraldiker Willy „Horsa“ Lippert gestaltet.

### Flagge
Im Liek das Stadtwappen ohne Schild; der fliegende Teil ist geteilt von Blau und Gold, darin zwei blaue Balken.

### Städtepartnerschaften
Städtepartnerschaften gibt es mit:
- Malmesbury, Vereinigtes Königreich, seit 1976
- Płoty, Polen, seit 1997
- Gien, Frankreich, seit 2012

## Wirtschaft und Infrastruktur

### Verkehr

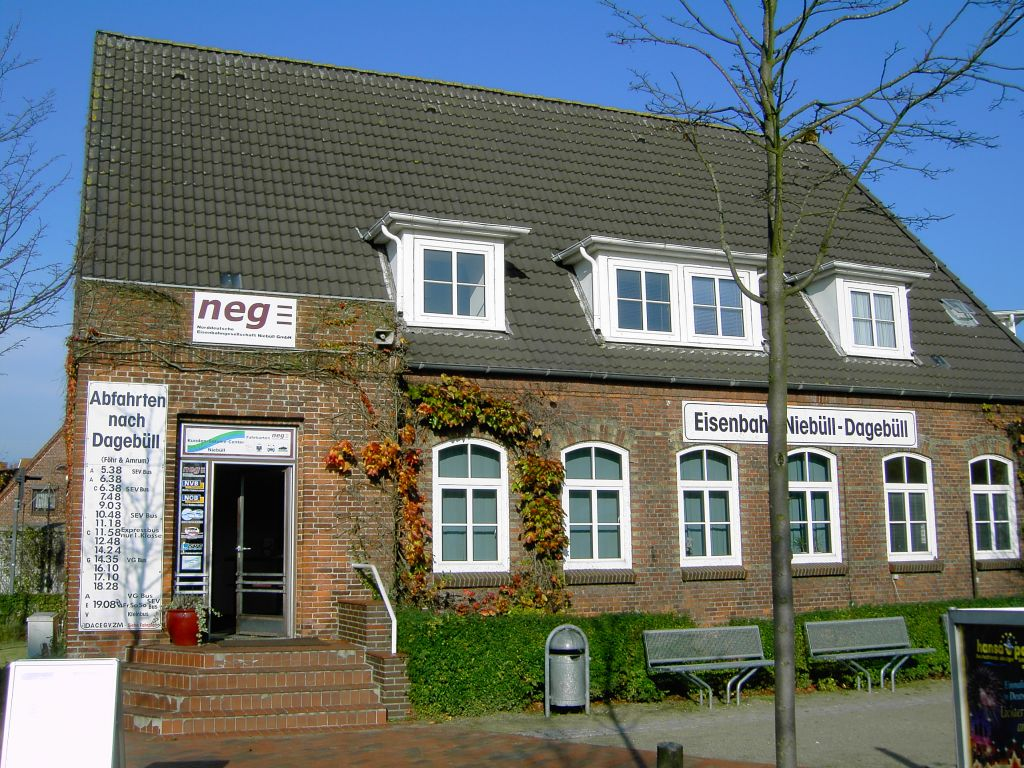
Bahnhof Niebüll neg

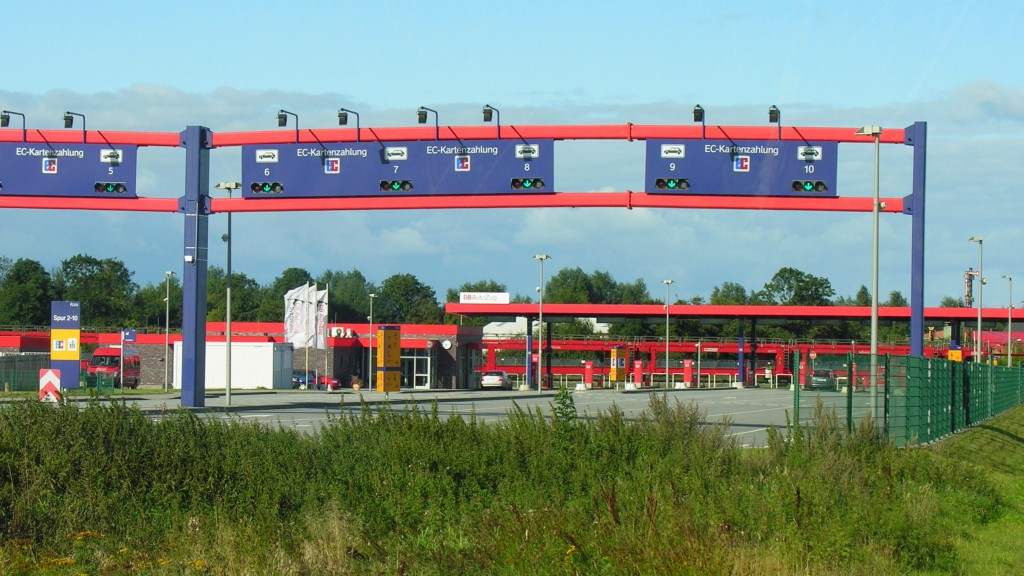
Niebüll: DB-Terminal für Autozug Sylt-Shuttle

#### Eisenbahnverkehr
Der Bahnhof Niebüll liegt an der Marschbahn von Hamburg nach Westerland, die ursprünglich nach Tønder (Tondern) gebaut wurde. Er wird von InterCity-Zügen sowie von Regionalzügen der Deutschen Bahn AG bedient, die Richtung Husum und Westerland verkehren.
Vom selben Bahnhof fahren Züge der neg nach Tønder in Dänemark und nach Dagebüll an der Nordseeküste, wo eine Fährverbindung zu den Inseln Föhr und Amrum besteht. Züge nach Dagebüll halten auch am über den Bahnhofsvorplatz erreichbaren Bahnhof Niebüll neg oder beginnen dort. Des Weiteren halten diese Züge auf Niebüller Gebiet auch in Deezbüll. Teilweise verkehren sie mit Kurswagen, die für Urlauber Direktverbindungen über Hamburg hinaus bieten.
Die Autoverladung für die Autozüge Sylt-Shuttle und RDC Autozug Sylt wird südöstlich des Niebüller Bahnhofs in einer direkt von der Bundesstraße B 5 erreichbaren Abfertigungsanlage vorgenommen. Güterverkehr wird in Niebüll nicht mehr abgefertigt.

#### Straßenverkehr
Niebüll liegt an der Bundesstraße 5. Diese beginnt an der deutschen Staatsgrenze zu Dänemark und verbindet Niebüll gen Süden unter anderem mit Hamburg und Berlin. Die Bundesstraße 199, die im Nachbarort Klixbüll von der B 5 abzweigt, bindet die Stadt an der Westküste Schleswig-Holsteins an Flensburg und somit auch an die Ostsee an. Durch die Autoverladung nach Sylt ist Niebüll zudem ein wichtiger Verkehrsknotenpunkt zwischen Schiene und Straße.
Eine Schnellbuslinie der Autokraft verbindet Niebüll über die B 199 mit Flensburg. Diese ersetzt im ÖPNV die stillgelegte Bahnstrecke Flensburg–Niebüll. Weitere Buslinien verkehren in die umliegenden Dörfer.
Fahrradverkehr
Niebüll ist angebunden an den Nordseeküsten-Radweg, die europäische EuroVelo-Route 12.

### Gesundheitswesen
Seit April 2005 ist das Krankenhaus Niebüll im Rahmen des ersten grenzüberschreitenden Luftrettungsprojekts zwischen Deutschland und Dänemark Standort des Rettungshubschraubers/Intensivtransporthubschraubers Christoph Europa 5.

### Bildung
In Niebüll gibt es zusätzlich zur Alwin-Lensch-Grundschule die zwei Förderschulen Drei-Harden-Schule für Lernbehinderte und Carl-Ludwig-Jessen-Schule für geistig Behinderte sowie eine dänische Grundschule (Nibøl Danske Skole).
Weiterführende Schulen sind das Gymnasium Friedrich-Paulsen-Schule mit rund 1200 Schülern, die Gemeinschaftsschule der Stadt Niebüll und die Berufliche Schule des Kreises Nordfriesland in Niebüll.

## Kultur

### Museen
- Das Freilichtmuseum „Friesisches Museum“ bietet in einem in Originalbausubstanz erhaltenen Friesenhaus Originaleinrichtung und landestypisch museale Einrichtung in Mobiliar und bäuerlicher Hauswirtschaft.
- Das Naturkundemuseum Niebüll zeigt in Nordfriesland heimische Flora und Fauna.
- Das Richard-Haizmann-Museum für Moderne Kunst zeigt den Nachlass Richard Haizmanns sowie Sonderausstellungen anderer Künstler.

### Archive und Sammlungen
- Das Bundesgaarder Archiv[13] ist eine private Sammlung norddeutscher Literatur mit 2300 Werken und umfangreichem Schriftmaterial aus Nachlässen.

### Regelmäßige Veranstaltungen
Größtes Straßenfest ist das 1986 zum 550-jährigen Stadtjubiläum ausgerufene Hauptstraßenvergnügen. Vom damaligen Jungkaufmann Holger Jessen sowie ehemaligem Geschäftsführer des Veranstalters Handels- und Gewerbeverein Niebüll e. V., ist das Innenstadtfest aus dem Hamburger Alstervergnügen nach Niebüll importiert worden. Die „geile Meile“ genannte Feststrecke reicht vom Geschäft Knudtsen bis zum Discounter Aldi.

## Sport
Der größte Verein der Stadt ist der TSV Rot-Weiß Niebüll.

## Persönlichkeiten

### Söhne und Töchter der Stadt
- Carl Ludwig Jessen (1833–1917), Maler
- Benedikt Momme Nissen (1870–1943), Maler und Schriftsteller
- Carsta Löck (1902–1993), Schauspielerin
- Reimut Jochimsen (1933–1999), Ökonom und Politiker
- Gert Jannsen (* 1939), Geograph, Hochschullehrer und Politiker
- Bernd Raffelhüschen (* 1957), Ökonom
- Dierk Schmäschke (* 1958), Handballmanager und Handballspieler
- Volker Zastrow (* 1958), Journalist
- Imke Sönnichsen (* 1970), Illustratorin
- Mama Baer (* 1981), bildende Künstlerin
- Synje Norland (* 1982), Sängerin und Songschreiberin
- Christian Lüttges (* 1983), Eishockeyspieler
- Jan-Marten Block (* 1995), deutscher Sänger

### Mit Niebüll verbunden
- Wilhelm Lobsien (1872–1947), Schriftsteller, verstarb in Niebüll.
- Ludwig Claussen (1906–1974), Politiker, war Lehrer in Niebüll.
- Richard Haizmann (1895–1963), Maler, Grafiker, Bildhauer und Keramiker, lebte von 1934 bis zu seinem Tod in Niebüll.
- Dietrich Oldenburg (* 1933), Schriftsteller, Abiturient der Friedrich-Paulsen-Schule, lebte bis 1953 in Niebüll.
- Andreas Brandt (1935–2016), Maler, lebte ab 1986 in Niebüll.
- Dieter Schönbach (1941–2012), Komponist, Absolvent der Friedrich-Paulsen-Schule.
- Carsten Pörksen (* 1944), Politiker, Abiturient der Friedrich-Paulsen-Schule
- Albert Panten (* 1945), Heimatforscher, Abiturient und später Studienrat an der Friedrich-Paulsen-Schule
- Ingo Röper (* 1945), Leichtathlet (400-Meter-Lauf), Lehrer, Dozent und Trainer; Absolvent der Friedrich-Paulsen-Schule
- Bodo Schmidt (* 1967), Fußballspieler, begann seine Karriere beim TSV Rot-Weiß Niebüll.
- Die fiktive Witzgestalt Klein Erna basiert auf der realen Person Erna Nissen aus Niebüll.
- Gregor von Bochmann (* 1941), Informatiker, geboren in Niebüll